# Hüsede
Hüsede ist ein Ortsteil der niedersächsischen Gemeinde Bad Essen im Landkreis Osnabrück in Niedersachsen.

## Geographie
Hüsede liegt zwei Kilometer südöstlich des Kernbereichs Bad Essens. Durch den Ort fließt der Hüseder Mühlbach.

## Politik

### Ortsrat
Der Ortsrat, der den Ortsteil Hüsede vertritt, setzt sich aus fünf Mitgliedern zusammen. Die Ratsmitglieder werden durch eine Kommunalwahl für jeweils fünf Jahre gewählt. Die aktuelle Amtszeit begann am 1. November 2021 und endet am 31. Oktober 2026.
Bei der Kommunalwahl 2021 ergab sich folgende Sitzverteilung:
- Wählergemeinschaft Hüsede: 5 Sitze

### Partnerschaft
Hüsede unterhält eine Partnerschaft zu Trouville, einer Gemeinde in der französischen Region Normandie.

## Wirtschaft und Verkehr
Der Haltepunkt Bad Hüsede liegt an der Wittlager Kreisbahn. Hier verkehren ausschließlich Museumszüge. Sie werden von der Museums-Eisenbahn Minden betrieben.

## Persönlichkeiten
- Max Schwobe (* 1874; † 1955 in Hüsede), Landwirt und Politiker (DNVP)